# Jaume Fabre i Fornaguera
|  | Aquest article tracta sobre el periodista i historiador actual. Si cerqueu l'arquitecte del segle XIV, vegeu «Jaume Fabre». |

Jaume Fabre i Fornaguera (Barcelona, 23 de setembre de 1948) és un periodista i historiador català.
Exerceix el periodisme en la premsa escrita. Ha publicat més de mig centenar de llibres d'història urbana, de la vida quotidiana i de les institucions, i estudis sobre comunicació, la meitat d'ells, en col·laboració amb el periodista Josep Maria Huertas Claveria. La seva obra conjunta Tots els barris de Barcelona és un llibre de referència en l'àmbit de la historiografia dels barris de Barcelona.

## Biografia

### Formació acadèmica
Fabre estudià Periodisme a l'Escola de l'Església de Barcelona (1966-1969) i obtingué el títol a l'Escola Oficial de Periodisme de Madrid el 1969. Posteriorment, feu cursos de Ciències Socials a l'Institut Catòlic d'Estudis Socials de Barcelona (1970-1971), l'Escola Oficial de Graduats Socials de Barcelona (1972) i l'École Pratique des Hautes Études de París (1973).
A la Universitat Autònoma de Barcelona (UAB), es llicencià en Filosofia i Lletres (Història) (1978) i Ciències de la Informació (1982), amb el treball «La població barcelonesa del 1939 a través de La Vanguardia Espanyola». El 2002, també a la UAB, obtingué el títol de doctor en Història Contemporània amb la qualificació més alta, gràcies a la tesi «La contrarevolució de 1939 a Barcelona. Els que es van quedar».
Gaudí de diverses beques amb les quals pogué completar la seva formació. Dues d'elles, de la Fundació Jaume Bofill: la primera, de 1976 a 1978, per a dur a terme un estudi sobre els moviments urbans als barris de Barcelona i, la segona, de 1980 a 1981, per a fer la tesina de la llicenciatura en Ciències de la Informació. El 1980, n'obtingué una de la Fundació Internacional d'Estudis Històrics i Socials (FIHES), per a fer dos programes d'història oral, un sobre la història del Partit Obrer d'Unificació Marxista (POUM) i l'altre sobre les condicions de treball en la fàbrica tèxtil L'Espanya Industrial de Barcelona. Òmnium Cultural el becà el 1981 per a estudiar els canvis de nom dels carrers de Barcelona al llarg de la història.

### Trajectòria professional
Fabre començà a treballar de periodista al diari El Correo Catalán, on es va estar fins al 1976. En aquella època va participar en altres projectes periodístics: fou membre de la redacció de Barcelona de la revista Cuadernos para el diálogo (1969-1971); dirigí la revista Oriflama (1971-1974); fou director de Ràdio La Veu de l'Assemblea de Catalunya (1972-1973) i membre de l'equip de redacció a Barcelona de la revista Presència (1974). Durant el Congrés de Cultura Catalana (1975-1977), s'encarregà de l'àmbit dels Mitjans de Comunicació i formà part del Secretariat Cultural.
Treballà al diari Avui de 1976 a 1978, any en què fou alhora redactor del primer telediari en català del migdia, Crònica, a Televisió Espanyola. També el 1978, i fins al 1980, fou cap de secció de Cultura i responsable de la pàgina setmanal en català del diari Tele/eXpres.
El 1980, obtingué una plaça de professor numerari d'institut en concurs d'oposició lliure i realitzà aquesta feina en diversos centres.
Del 1982 al 1985, fou sotsdirector d'El Punt, diari on es publicà, per lliuraments, entre 1984 i 1987, la seva obra Tots els carrers de Girona. Quan ho deixà, fou redactor de la Revista de Girona i director dels Quaderns de la Revista de Girona (1985-1989), creats per ell mateix i dedicats a temes de geografia i història. També fundà i dirigí, de 1987 a 1990, els Quaderns d'Història de Girona. Llavors començà a col·laborar a El Periódico de Catalunya com a crític literari (1985-2002) i fou cap de redacció del Diari de Barcelona (1986-1988).
Director de la revista del Col·legi de Periodistes de Catalunya, Capçalera, del 1989 al 2000, el 2001 començà a col·laborar habitualment al diari La Vanguardia. Fabre també ha escrit al llarg de la seva carrera al diari Hoja del Lunes i a les revistes Arreu, L'Avenç, Barcelona 10, Destino, L'Esplai, Primera Plana, Serra d'Or, Signo, Tele-Estel i La Veu del Carrer.
Fou professor associat d'Història del Periodisme en la Facultat de Ciències de la Comunicació de la UAB del curs 1992-1993 al 2001-2002.
El 2008 li fou atorgat el premi Memorial Francesc Candel en reconeixement de la seva trajectòria.

### Llibres publicats
En paral·lel a la seva tasca periodística i d'investigació històrica en diaris i revistes, Fabre ha publicat un gran nombre de llibres, d'entre els quals destaquen els escrits mà a mà amb el periodista Josep Maria Huertas. Sobresurten, per la seva repercussió social, els vuit volums de Tots els barris de Barcelona, publicats entre 1976 i 1977 i posteriorment reeditats. Diversos volums foren escrits amb Huertas a la presó, condemnat per haver dit en un reportatge publicat a Tele/eXpres que alguns meublés de Barcelona eren regentats per viudes de militars. Huertas, des de la presó Model, i Fabre, a peu del carrer, redactaren una obra bàsica de la bibliografia barcelonina.
De Fabre destaquen dues obres més: Barcelona: la construcció d'una ciutat, de la qual s'han fet diverses edicions; i Artpublic, el web d'art públic de l'Ajuntament de Barcelona, el millor catàleg de les escultures de la ciutat a l'aire lliure, per al qual ha investigat unes 3.000 peces d'escultura als carrers i places i en façanes d'edificis, i del que se'n va fer, el 2009, una primera edició en paper (Art públic de Barcelona). El projecte el van iniciar tots dos periodistes l'any 2000, i Fabre ha seguit treballant-hi després de la mort del seu company l'any 2007.
Altres títols importants signats conjuntament per Fabre i Huertas són Vint anys de resistència a Catalunya, Carrers de Barcelona: com han evolucionat els seus noms, Monuments de Barcelona, Diàlegs a Barcelona, Els barris de Barcelona -una actualització, en quatre volums, de Tots els barris de Barcelona-, Burgesa i revolucionària: la Barcelona del segle XX i Barcelona, memòria d'un segle.
Pel que fa a la producció de Fabre en solitari, al seu primer llibre, Los catalanes (1979), seguiren d'altres de cultura popular o història de Barcelona o Girona: El carnestoltes de Barcelona, Girona, entre 4 rius, Guia d'escultures al carrer, Guia del viatger i Periodistes uniformats: diaris barcelonins dels anys 40: la represa i la repressió. El 2003, publicà la seva tesi doctoral: Els que es van quedar: 1939: Barcelona, ciutat ocupada.
Fabre és també autor de nombrosos capítols publicats en llibres col·lectius, el primer dels quals fou a 21 d'entre nosaltres (1967).

## Obra
L'obra de Fabre es troba en les publicacions periòdiques en les quals ha escrit i, sobretot, en els llibres que ha publicat:
- Diversos autors. 21 d'entre nosaltres/21 suma y sigue.  Nova Terra, 1967.
- Fabre, Jaume; Huertas, Josep Maria; Martí Gómez, Josep. El Montjuïc del segle xx.  Pòrtic, 1969.
- Fabre, Jaume; Huertas, Josep Maria. Tots els barris de Barcelona (vuit volums).  Barcelona: Edicions 62, 1976-1977 (2ª ed. 1980). ISBN 978-84-297-1180-6.
- Fabre, Jaume; Huertas, Josep Maria; Ribas, Antoni. Vint anys de resistència a Catalunya.  Barcelona: Edicions La Magrana, 1978. ISBN 978-84-7410-036-5.
- Fabre, Jaume. Los catalanes.  Epidauro Ediciones Limitadas, 1979 (¿Quiénes somos?). ISBN 978-84-85309-08-5.
- Fabre, Jaume. El carnaval de Barcelona.  Barcelona: Ajuntament, 1980.
- Fabre, Jaume; Huertas, Josep Maria; Encinas, Pepe [et al.].. Carrers de Barcelona: com han evolucionat els seus noms/Calles de Barcelona. Cómo han evolucionado sus nombres (en català i en castellà).  Barcelona: Edhasa, 1982. ISBN 978-84-350-0369-8 (català) 978-84-350-0370-4 (castellà).
- Fabre, Jaume; Huertas, Josep Maria; Cruanyes, Pep [ed]. Històries i llegendes de Barcelona.  Barcelona: Edicions 62, 1984. ISBN 978-84-297-2143-0.
- Fabre, Jaume; Huertas, Josep Maria; Bohigas, Pere [et al.].. Monuments de Barcelona.  Barcelona: L'Avenç, 1984. ISBN 978-84-85905-21-8.
- Fabre, Jaume. Tots els carrers de Girona (publicat per lliuraments).  1984-1987: El Punt Diari.
- Fabre, Jaume. Guia d'escultures als carrers de Girona.  Girona: Ajuntament, 1985.
- Fabre, Jaume. Com s'ha format Girona.  Girona: Ajuntament-Caixa de Girona, 1986.
- Fabre, Jaume; Huertas, Josep Maria; Febrés, Xavier. Diàlegs a Barcelona: J. M. Huertas Claveria-Jaume Fabre.  Barcelona: Ajuntament de Barcelona, 1986. ISBN 978-84-7609-092-3.
- Fabre, Jaume. Girona, entre 4 rius.  Girona: Ajuntament de Girona, 1986 (3ª ed. 1991). ISBN 978-84-505-4365-0 (1ª ed.) 978-84-86837-00-6 (3ª ed.).
- Fabre, Jaume. Jardins del barri vell.  Girona: Ajuntament, 1986.
- Fabre, Jaume; Huertas, Josep Maria. «Crónica d'una suburbialització». A: Barcelona: gènesi i consolidació del fet metropolità.  Barcelona: L'Avenç, 1987. ISBN 978-84-85905-37-9.
- Fabre, Jaume; Huertas, Josep Maria. Barcelona: la construcció d'una ciutat.  Barcelona: Publicaciones de Barcelona, 1988.
- Fabre, Jaume; Huertas, Josep Maria. Barcelona: la construcció d'una ciutat.  Barcelona: Plaza & Janés Editores, 1989. ISBN 978-84-01-60796-7.
- Fabre, Jaume; Huertas, Josep Maria; Tatjer, Mercè. Descubrir Ciutat Vella: 14 itinerarios urbanos.  El Periódico de Catalunya, 1990.
- Fabre, Jaume; Huertas, Josep Maria; Alós, Ernest. La Barcelona del 93 (en català i en castellà).  Barcelona: L'Avenç, 1990 (en castellà, 1991). ISBN 978-84-85905-72-0 (català) 978-84-85905-73-7 (castellà).
- Fabre, Jaume. Mig segle del Col·legi d'Aparelladors de Barcelona.  Barcelona: Col·legi d'Aparelladors i Arquitectes Tècnics de Barcelona, 1990.
- Fabre, Jaume. Història del fotoperiodisme a Catalunya, 1885-1976 (catàleg d'exposició).  Barcelona: Ajuntament de Barcelona, 1990. ISBN 978-84-7609-346-2.
- Fabre, Jaume; Huertas, Josep Maria. Barcelona, vint segles/Barcelona, veinte siglos (en català i en castellà).  Barcelona: Lunwerg, 1991. ISBN 978-84-7782-165-6 (català) 978-84-7782-164-9 (castellà).
- Fabre, Jaume. Guia del viatger, 1991.
- Fabre, Jaume. Guia d'escultures al carrer: itineraris a peu i en cotxe.  Girona: Ajuntament de Girona, 1991. ISBN 978-84-86837-21-1.
- Fabre, Jaume; Huertas, Josep Maria. Noticiari de Barcelona.  Barcelona: Edicions La Campana, 1991 (2ª ed. 1992). ISBN 978-84-86491-60-4.
- Fabre, Jaume; Huertas, Josep Maria. Nou Barris, la penúltima Barcelona.  Ajuntament de Barcelona, 1991.
- Fabre, Jaume; Huertas, Josep Maria; Vilaseró, Manuel. Sant Andreu.  Ajuntament de Barcelona, 1991 (Quaderns de districte, 9. Separata de Barcelona Metrópolis Mediterránea).
- Fabre, Jaume. Barcelona (en castellà i en anglès).  Lleó: Editorial Everest, 1992. ISBN 978-84-241-4093-9 (castellà) 978-84-241-3918-6 (anglès).
- Fabre, Jaume; Huertas, Josep Maria. «Un món a la muntanya de Montjuïc»; «El Poblenou, de la revolució industrial a la reforma olímpica»; «La Vall d'Hebron, del Gòtic al premi FAD»; «La Diagonal, un carrer fet a batzegades». A: Barcelona olímpica: la ciutat renovada.  Barcelona: Àmbit Serveis Editorials, 1992. ISBN 978-84-87342-72-1.
- Fabre, Jaume; Huertas, Josep Maria; Obiols, Salvador. Catalunya, imatges d'un temps: 1900-1936.  Madrid: Espasa-Calpe, 1992. ISBN 978-84-239-4320-3.
- Fabre, Jaume; Huertas, Josep Maria; Miserachs, Xavier. Cent anys de vida quotidiana a Catalunya.  Barcelona: Edicions 62, 1993. ISBN 978-84-297-3707-3.
- Fabre, Jaume; Huertas, Josep Maria. Els presidents de la Junta d'Obres del Port de Barcelona/Los presidentes de la Junta de Obras del Puerto de Barcelona (en català i en castellà).  Barcelona: Lunwerg, 1993. ISBN 978-84-7782-254-7 (català) 978-84-7782-255-4 (castellà).
- Fabre, Jaume. Girona (en castellà).  Lleó: Editorial Everest, 1993. ISBN 978-84-241-3911-7.
- Fabre, Jaume; Huertas, Josep Maria. «El transport urbà a Barcelona al segle xix». A: Barcelona i el ferrocarril.  Barcelona: L'Avenç, 1994. ISBN 978-84-88839-01-5.
- Fabre, Jaume; Huertas, Josep Maria. «La imatge de la ciutat als anys del franquisme». A: Retrat de Barcelona (volum II).  CCCB/Institut Municipal d'Història, 1995.
- Fabre, Jaume. Periodistes uniformats: diaris barcelonins dels anys 40: la represa i la repressió.  Barcelona: Col·legi de Periodistes de Catalunya, 1996. ISBN 978-84-920289-2-4.
- Fabre, Jaume; Huertas, Josep Maria. Els barris de Barcelona (quatre volums).  Barcelona: Enciclopèdia Catalana, 1997-2000. ISBN 978-84-297-1180-6.
- Fabre, Jaume; Andreu, Marc; Huertas, Josep Maria [et al.].. La ciutat transportada.  Barcelona: Transports Metropolitans de Barcelona, 1997. ISBN 978-84-605-6834-6.
- Fabre, Jaume; Huertas, Josep Maria. «Els mitjans de comunicació». A: Història de la cultura Catalana (volum X).  Barcelona: Edicions 62, 1998.
- Fabre, Jaume; Colita; Huertas, Josep Maria. Retrat de Sant Andreu, 1990-1998.  Barcelona: Ajuntament de Barcelona, 1998. ISBN 978-84-7609-874-5.
- Fabre, Jaume; Sebastià, Inma. Costa Brava y Girona (en castellà).  Lleó: Editorial Everest, 1999. ISBN 978-84-241-4096-0.
- Fabre, Jaume [ed.]. Periodistes sota censura. De la fi de la Guerra Civil a la Llei de Premsa.  Barcelona: Col·legi de Periodistes de Catalunya, 1999. ISBN 978-84-930384-2-3.
- Fabre, Jaume; Huertas, Josep Maria. Burgesa i revolucionària: la Barcelona del segle xx.  Barcelona: La Flor del Vent, 2000. ISBN 978-84-89644-48-9.
- Fabre, Jaume; Huertas, Josep Maria. Barcelona, memòria d'un segle/Barcelona, memoria de un siglo (en català i en castellà).  Barcelona: Ajuntament de Barcelona, 2001. ISBN 978-84-7609-939-1 (català) 978-84-7609-750-2 (castellà).
- Fabre, Jaume; Huertas, Josep Maria; Encinas, Pepe. Com ens divertíem, com ens divertim.  Barcelona: Edicions 62, 2002. ISBN 978-84-297-5166-6.
- Fabre, Jaume. Els que es van quedar: 1939: Barcelona, ciutat ocupada.  Barcelona: Publicacions Abadia Montserrat, 2003. ISBN 978-84-8415-538-6.
- Fabre, Jaume; Huertas, Josep Maria. Artpublic.  Ajuntament de Barcelona/Universitat de Barcelona, 2004.[Enllaç no actiu]
- Fabre, Jaume; Alberch, Ramon. Guia de patis de Girona.  Curbet Comunicació Gràfica, 2004. ISBN 978-84-95483-82-9.
- Fabre, Jaume; Huertas, Josep Maria. «De l'enderrocament de les muralles al Fòrum 2004». A: Barcelona, XXI segles.  Barcelona: Lunwerg, 2005. ISBN 978-84-9785-191-6.
- Fabre, Jaume; Huertas, Josep Maria; Huertas, Guillem. La Catalunya dels seixanta/La Cataluña de los sesenta (en català i en castellà).  Barcelona: Angle Editorial, 2006. ISBN 978-84-96521-41-4 (català) 978-84-96521-42-1 (castellà).
- Fabre, Jaume; Febrés, Xavier. Alberto Puig Palau: vida, secreto y fiesta de “tío Alberto” (en castellà).  Madrid: La Esfera de los Libros, 2007. ISBN 978-84-9734-605-4.
- Fabre, Jaume. Fotoperiodisme a Catalunya, 1976-2000 (catàleg d'exposició).  Ajuntament de Barcelona, 2007. ISBN 978-84-9850-064-6.
- Fabre, Jaume. La presó també era a fora.  Barcelona: Ara Llibres, 2007. ISBN 978-84-96767-25-6.
- Fabre, Jaume; Huertas, Josep Maria. Art públic de Barcelona.  Barcelona: Ajuntament de Barcelona, 2009. ISBN 978-84-96645-08-0.
- Fabre, Jaume. «Investigadors i divulgadors: el barcelonisme, història i anècdota durant el primer franquisme». A: Recurs al passat i modalitats historiogràfiques a Barcelona.  Barcelona: Ajuntament de Barcelona, 2014. ISBN 978-84-9850-553-5.
- Fabre, Jaume. «La imatge gris de la Barcelona de postguerra». A: Barcelona, la metròpoli en l'era de la fotografia, 1860-2004.  Barcelona: Ajuntament de Barcelona, 2016. ISBN 978-84-9850-852-9.
- Fabre, Jaume. «Quan es feia barcelonisme». A: Destinació BCN, història del turisme a la ciutat de Barcelona.  Barcelona: Ajuntament de Barcelona, 2016. ISBN 978-84-16547-02-9.
- Fabre, Jaume. CAU, quan el PSUC era més que un partit.  Barcelona: Clariana edicions i Viena edicions, 2017. ISBN 978-84-8330-954-4.
- Fabre, Jaume. Periodistes, malgrat tot, la dificultat d'informar sota el franquisme a Barcelona: Resistents, possibilistes i col·laboracionistes.  Barcelona: Ajuntament de Barcelona, 2017. ISBN 978-84-9156-013-5.
- Fabre, Jaume. Cròniques del fang. Quan els diaris van donar veu als barris. Barcelona 1966-1983.  Barcelona: Ajuntament de Barcelona, 2022. ISBN 978-84-9156-419-5.

## Premis
- Premi Memorial Francesc Candel de la Fundació Paco Candel (2008)[10]